# Pfaffenkopf (Taunus)
Der Pfaffenkopf bei Mauloff im hessischen Hochtaunuskreis ist ein 586,9 m ü. NHN hoher Berg im Mittelgebirge Taunus.

## Geographie

### Lage
Der Pfaffenkopf erhebt sich im Östlichen Hintertaunus im Naturpark Taunus. Sein Gipfel liegt auf der Gemarkung der Gemeinde Weilrod zwischen den Ortsteilen Reichenbach (Waldems) im Südwesten, Riedelbach im Norden und Mauloff im Osten. Der etwa 500 m entfernte Breiteberg (562,5 m) ist ein Nordwestausläufer des Pfaffenkopf. Südwestlich des Berges fließt der Reichenbach zum Emsbachtal ab. 3,5 km östlich erhebt sich der Pferdskopf.

### Naturräumliche Zuordnung
Der Pfaffenkopf zählt in der naturräumlichen Haupteinheitengruppe Taunus (Nr. 30) und in der Haupteinheit Östlicher Hintertaunus (302) zur Untereinheit Pferdskopf-Taunus (302.6). Nach Westen fällt die Landschaft in die Untereinheit Steinfischbacher Hintertaunus (302.7) ab.

## Landschaftsbild
Der Pfaffenkopf ist vollständig bewaldet. Buchen herrschen vor, aber auch Eichen und insbesondere Fichten sind vertreten.

## Verkehr und Wandern

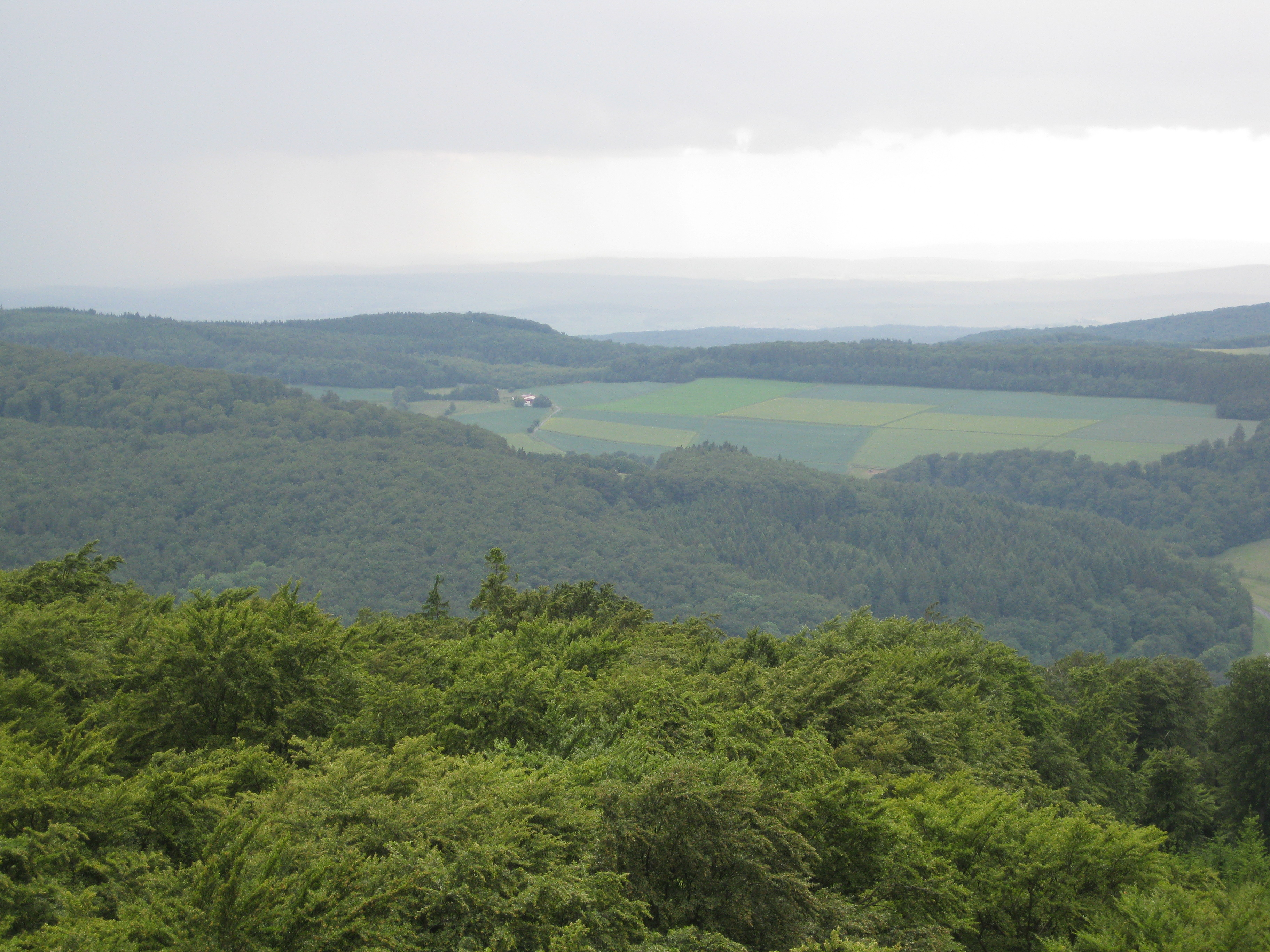
Blick vom Aussichtsturm Pferdskopf nach Westen über die Hochscholle bei Mauloff mit dem Tannenhof (mittig), dem Pfaffenkopf (links) und dem Südhang des Breitebergs (rechts)

Westlich vorbei am Pfaffenkopf verläuft etwa in Süd-Ost-Richtung von der Tenne bei Reichenbach – südlich vorbei an Riedelbach – nach Merzhausen die Bundesstraße 275. Von dieser zweigt nördlich des Berges die östlich vorbei an ihm und unter anderem durch Mauloff führende Kreisstraße 750 ab. Zum Beispiel an diesen Straßen beginnend kann der Berg auf Waldwegen und -pfaden erwandert werden. Östlich der Bergkuppe verläuft der Höhenweg der Rennstraße über die Hochscholle der Feldberg-Langhals-Pferdskopf-Scholle vorbei, die nördlich in die Kreisstraße 751 einmündet.